# Hamburg-Pacific-Dampfschiffs-Linie

Reedereiflagge A. Kirsten

Adolph Kirsten

Zeitungsanzeige aus dem Jahr 1887 von A. Kirsten für seine Hamburg-Pacific-Linie

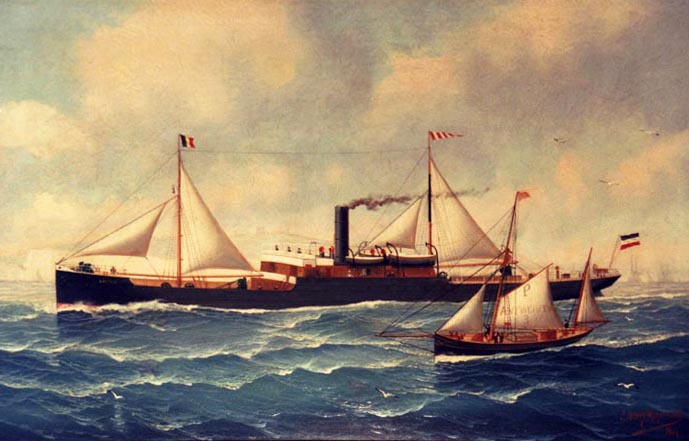
Die Lavinia im Liniendienst nach Südamerika, 1887

Reedereiflagge Hamburg-Pacific-Dampfschiffs-Linie

Am 13. April 1886 gründete Adolph Kirsten eine neue Reederei unter dem Namen Hamburg-Pacific-Dampfschiffs-Linie. Nach ihrem Träger wurde sie kurz Kirsten-Linie genannt.
Die Schiffe der Reederei sollten im Fracht- und Passagierverkehr an die Westküste Südamerikas eingesetzt werden. Von vornherein wollte Kirsten der erfolgreichen Kosmos-Linie den führenden Platz streitig machen. Die neue Linie erhielt zunächst vier Neubauten von je 2000 t Tragfähigkeit und weitere Neuerwerbungen. Der Schiffspark erschien ausreichend groß zu sein. Trotzdem erwies sich der Wettbewerb gegen die Kosmos sowohl für diese als auch für die Kirsten-Linie als außerordentlich schwierig. Kirsten beschloss im Jahr 1888, die Reederei in eine Aktiengesellschaft umzuwandeln. Das bereitgestellte Kapital wurde für die Vergrößerung des Schiffsbestandes eingesetzt. Die Deutsche Dampfschiffahrts-Gesellschaft Kosmos antwortete ihrerseits mit einer Kapitalerhöhung um eine Million auf sechs Millionen Mark im Jahr 1889, um neue, wettbewerbsfähigere Schiffe bauen zu können. Der Wettbewerb zwischen der Kosmos- und der Kirsten-Linie war von Anfang an hart, er verschärfte sich im Laufe der Jahre immer mehr. Alle verfügbaren Mittel mussten von beiden Seiten eingesetzt werden. Die Auseinandersetzungen schädigten den wirtschaftlichen Erfolg aller Beteiligten.
Im Jahr 1891 brach in Chile eine Revolution aus, welche die Häfen des Landes für die Schiffe blockierte. Es gab Schwierigkeiten, Rückfrachten zu bekommen. Ein Jahr später wütete in Hamburg die Cholera. Viele überseeische Häfen wurden für die Hamburger Schifffahrt gesperrt. Die wirtschaftliche Lage wurde für beide Kontrahenten immer dramatischer.
Seit 1896 hatte Albert Ballin Aufsichtsratsposten in beiden Unternehmen. Ihm gelang es in monatelangen Verhandlungen, eine Verständigung zu erzielen, nach der die Hamburg-Pacific-Linie von der Kosmos-Linie übernommen wurde. Adolph Kirsten trat gleichzeitig in den Aufsichtsrat der Kosmos ein. Hier spielte er eine ähnlich entscheidende Rolle wie bisher in der eigenen Linie. Die Firma A. Kirsten übernahm nun die Maklergeschäfte für Kosmos und behielt diese Agentur bis 1924.
Zwölf Kirsten-Schiffe wurden von Kosmos gekauft und umbenannt. Adolph Kirsten pflegte seinen Schiffen die Namen shakespearscher Frauengestalten zu geben, die Dampfer der Kosmos erhielten ihre Namen aus der altägyptischen Götter- und Sagenwelt:
- Adriana umbenannt in Abydos
- Banda umbenannt in Totmes
- Baria umbenannt in Kambyse
- Delia umbenannt in Denderah
- Lavinia umbenannt in Hermonthis (siehe Abbildung)
- Luciana umbenannt in Anubis
- Modestia umbenannt in Menes
- Octavia umbenannt in Sesostris
- Volumnia umbenannt in Pentaur

Außer diesen neun Dampfern gingen auch die Titania, Desdemona und Valeria auf die Kosmos über. Die Desdemona strandete wenige Monate nach der Übernahme im Jahr 1898 nördlich Corinto in Nicaragua. Die Mannschaft konnte gerettet werden, das Schiff aber ging verloren. Die Titania und die Valeria stieß die Kosmos ab. Die Valeria ging an Sloman und blieb 1900 auf einer Reise von New York nach Pernambuco verschollen.
Mit dem Aufgehen der Hamburg-Pacific-Damfschiffs-Linie in die Deutsche Dampfschiffahrts-Gesellschaft Kosmos verschwand im Jahr 1898 neben dem alten Namen der Schiffe auch die Reedereiflagge. Sie war der chilenischen Flagge entlehnt.